# Trekanter af lykke
|  | Denne artikel er oprettet af botten PalnaBot ud fra en ekstern database. Den kan derfor have sproglige fejl eller mangler. Denne skabelon kan fjernes efter kontrol af indholdet. |

Trekanter af lykke er en kortfilm instrueret af Jannik Dahl Pedersen efter manuskript af Mie Skjoldemose Jakobsen.

## Handling
Hanne og Carsten forsøger febrilsk at opretholde illusionen om et lykkeligt liv overfor deres nysgerrige naboer. Før var de som de andre på villavejen, men finanskrisen ramte familien hårdt, og for at kunne betale den endeløse strøm af regninger, har de solgt alt hvad de ejer. Men hvordan opretholdes forestillingen om det lykkelige liv, når krisen kradser i facaderne?